# リモン
リモン（Limón）は、コスタリカのリモン州の州都。人口は9万9836人（2020年）。コスタリカのカリブ海沿海で最も重要な港を持ち、プエルトリモンとして知られる。19世紀末にサンホセから鉄道が引かれた。

## ギャラリー

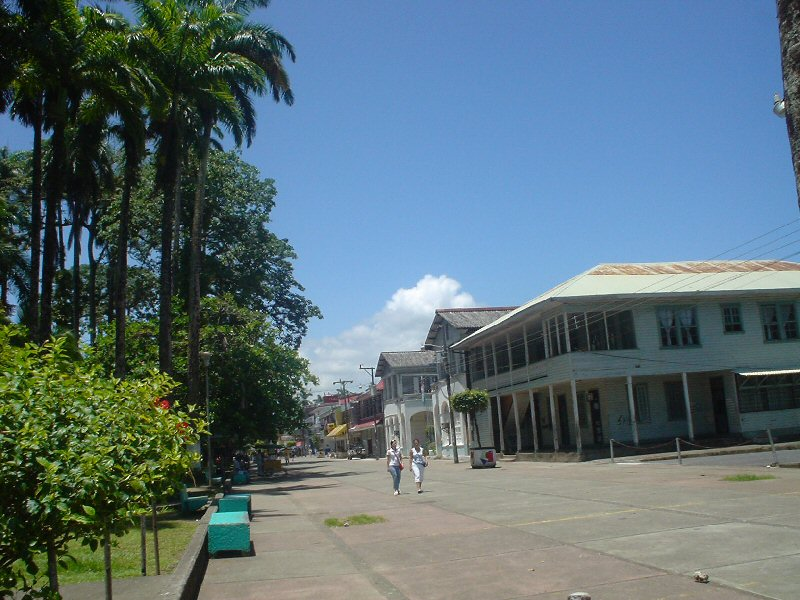
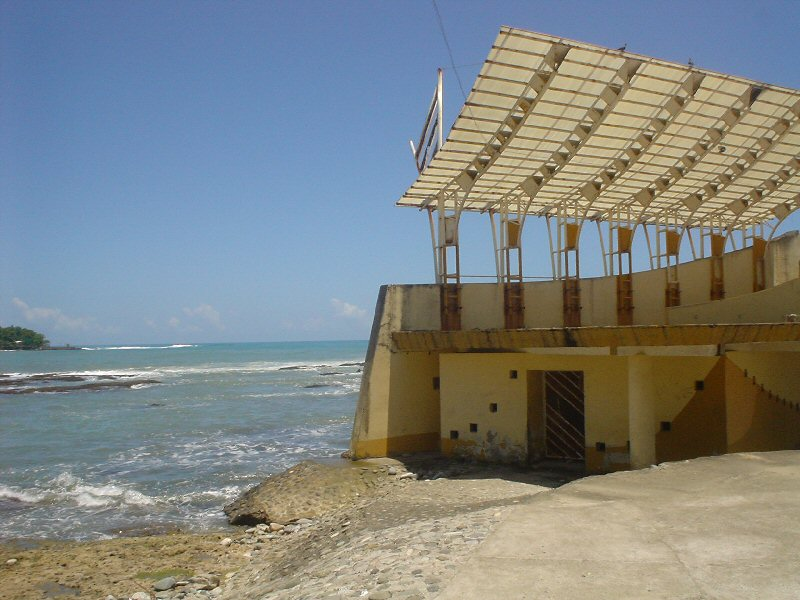
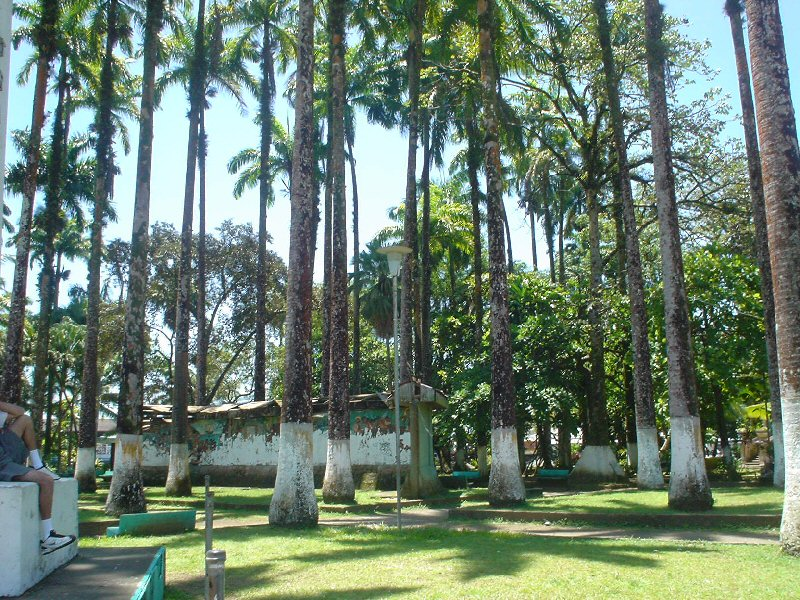

## 交通

### 空港
- リモン国際空港（英語版）